# Pseudanthias venator
Pseudanthias venator är en fiskart som beskrevs av Snyder, 1911. Pseudanthias venator ingår i släktet Pseudanthias och familjen havsabborrfiskar. Inga underarter finns listade i Catalogue of Life.